# مهرفلت
مَـهِـرِفلت (انگلیسی: Magherafelt؛ ‏‎/ˌmæhərəˈfɛlt, ˌmækə-/‎ MA-hə-rə-FELT, MAK-ə-؛ ‏from زبان ایرلندی Machaire Fíolta, meaning 'plain of Fíolta', تلفظ‌شده به صورت [ˈmˠaxəɾʲə ˈfʲiːl̪ˠt̪ˠə])) یک منطقهٔ مسکونی در بریتانیا است که در شهرستان لندندری واقع شده‌است.
مَـهِـرِفلت ۹٬۰۷۱ نفر جمعیت دارد.